# Massino Visconti
Massino Visconti es un municipio de 1.088 habitantes en la provincia de Novara.

## Evolución demográfica
| Gráfica de evolución demográfica de Massino Visconti entre 1861 y 2001 |
|                                                                        |
| Fuente ISTAT - elaboración gráfica de Wikipedia                        |

- Datos: Q22493
- Multimedia: Massino Visconti / Q22493

1. ↑  Worldpostalcodes.org, código postal n.º 28040.
2. ↑  «Codici Catastali». Comuni-italiani.it (en italiano). Consultado el 29 de abril de 2017.